# Euxootera callima
Euxootera callima är en fjärilsart som beskrevs av Fletcher 1961. Euxootera callima ingår i släktet Euxootera och familjen nattflyn. Inga underarter finns listade i Catalogue of Life.